# 1174 Marmara
1174 Marmara este un asteroid din centura principală, descoperit pe 17 octombrie 1930, de Karl Reinmuth.